# La família Mitchell contra les màquines
La família Mitchell contra les màquines (títol original en anglès: The Mitchells vs. the Machines) és una pel·lícula estatunidenca d'animació per ordinador produïda per Sony Pictures Animation. És una comèdia de ciència-ficció dirigida per Michael Rianda i escrita per Rianda i Jeff Rowe. Se'n va suspendre l'estrena als cinemes a causa de la pandèmia de COVID-19 i Netflix n'adquirí els drets de distribució per estrenar-la el 30 d'abril del 2021, també doblada al català i amb subtítols en català.

## Argument
La Katie Mitchell és admesa a l'escola de cinema on sempre havia volgut estudiar i té moltes ganes d'agafar un avió i anar-se'n de casa. El seu pare, en Rick, té altres plans: amb la mare, el germà petit i el gos Monchi acompanyaran tots la Katie a l'escola en un viatge amb cotxe. La ruta, però, queda estroncada quan tots els dispositius electrònics –telèfons mòbils, electrodomèstics i altres robots més innovadors– es rebel·len i es proposen de capturar tots els humans del planeta. Els Mitchell, amb l'ajut de dos robots defectuosos, han de treballar plegats per salvar el món.

## Traducció del guió, subtitulat i doblatge
La traducció del guió, el subtitulat i el doblatge foren fets per l'estudi barceloní International Sound Studio, amb la Maria Lluïsa Magaña com a directora de doblatge i adaptadora, i el Martí Mas i Fontcuberta com a traductor.
| Personatge      | Veu original   | Veu catalana         |
| --------------- | -------------- | -------------------- |
| Katie Mitchell  | Abbi Jacobson  | Nerea Alfonso        |
| Rick Mitchell   | Danny McBride  | Jordi Boixaderas     |
| Linda Mitchell  | Maya Rudolph   | Maria Lluïsa Magaña  |
| Aaron Mitchell  | Mike Rianda    | Masumi Mutsuda       |
| Mark Bowman     | Eric Andre     | José Luis Mediavilla |
| Pal             | Olivia Colman  | Nuria Mediavilla     |
| Eric            | Beck Bennett   | Xavi Fernández       |
| Deborahbot 5000 | Beck Bennett   | Àlex Messeguer       |
| Abbey Posey     | Charlyne Yi    | Elena Barra          |
| Hailey Posey    | Chrissy Teigen | Victòria Pagès       |
| Jim Posey       | John Legend    | Eduard Doncos        |

Altres veus de la pel·lícula en la versió catalana inclouen les de: Cèlia Sol, Elisabeth Bargalló, Diana de Guzmán, Luis Gustems, Pau López, Francesc Belda, Àlex Huguet i Sergi Mani.

## Producció
El 22 de maig del 2018 Sony Pictures Animation va anunciar que treballava en una pel·lícula d'animació produïda per Phil Lord i Christopher Miller, titulada The Mitchells vs. the Machines. Seria el quart film dels citats productors amb Sony Pictures Animation, després de les dues entregues de Pluja de mandonguilles i de Spider-Man: Un nou univers. Mike Rianda i Jeff Rowe, antics guionistes de la sèrie de Disney Channel Gravity Falls, s'ocuparien del guió del film. El 20 de febrer del 2020 se'n van fer públiques les primeres imatges i el títol va canviar a Connected. Quan Netflix n'adquirí els drets de distribució el 2021, la pel·lícula recuperà el títol original.
L'estrena als cinemes, prevista per al 10 de gener del 2020 als Estats Units, es va ajornar dues vegades, la segona a causa de la pandèmia de COVID-19, fins que se suspengué. El 21 de gener Netflix n'adquirí els drets de distribució (excepte a la Xina) per aproximadament 110 milions de dòlars, i l'estrenà el 30 d'abril. Fou la primera estrena de Netflix doblada al català.